# Ter Beke
Ter Beke ist ein belgisches Unternehmen, das Lebensmittel vertreibt, insbesondere Fertiggerichte, bis 2025 auch Fleischwaren, und ähnliches.

## Geschichte
Die Geschichte des Unternehmens beginnt mit Francies Coopman, der in den 1920er Jahren als Metzger und Einkäufer von Geflügel und Kaninchen begann und später eine Metzgerei gründete. 1934 ließ er sich in einer 1904 gegründeten Bierbrauerei nieder. 1948 erfolgte die Gründung von Ter Beke als Wurstwarengeschäft. 1959 übernahm der Sohn Daniel Coopman die Firma von seinem Vater. Ab 1987 tätigte die Firma verschiedene Übernahmen. 2006 erfolgte die Fusion mit der Firma Pluma aus Wommelgem. 2011 wurde ein Joint Venture zwischen Ter Beke und dem französischen Geschäftskollegen Stefano Toselli angekündigt.
Ter Beke ist eine Aktiengesellschaft, seit 1986 börsennotiert.
2013 musste das Unternehmen zwei Werke vorübergehend stilllegen wegen Anteilen von Pferdefleisch in Lasagne. Im Oktober 2019 wurde bekannt, dass drei ältere Menschen an den Folgen einer Listerieninfektion gestorben sind. Die Opfer aßen kontaminiertes Fleisch, das mit ziemlicher Sicherheit von der Firma Offerman stammte, einer niederländischen Tochtergesellschaft von Ter Beke. Ter Beke rechnet deswegen mit einem finanziellen Verlust von über 4 Millionen Euro.